# برایتلینگ زی
دریاچه برایتلینگ‌زی، دریاچه‌ای در ایالت براندنبورگ آلمان است. این دریاچه در غرب شهر براندنبورگ هافل واقع شده و یکی از چندین دریاچه‌ای است که به طور مستقیم به هم متصل هستند؛ از جمله دریاچه‌های موزرشر زی، پلائو زی، کوئنتس‌زی و وندزی. 
مساحت سطح این دریاچه ۵٫۱۳ کیلومتر مربع (۱٫۹۸ مایل مربع) است.
رودخانه قابل کشتیرانی هاول از وسط این دریاچه عبور می‌کند، از شرق وارد می‌شود و مستقیماً به دریاچه پلائو زی می‌ریزد. مدیریت کشتیرانی در این منطقه به عنوان بخشی از مسیر آبی اونتر هاول–واسراشتراسه انجام می‌شود. 

## مراجع
1. ↑  "Hauptstrecken Abkürzungen" (به آلمانی). Wasser- und Schifffahrtsverwaltung des Bundes. Archived from the original on 2011-07-19. Retrieved 2011-02-06. {{cite web}}: Unknown parameter |trans_title= ignored (|trans-title= suggested) (help)